# Азартні ігри в Камбоджі

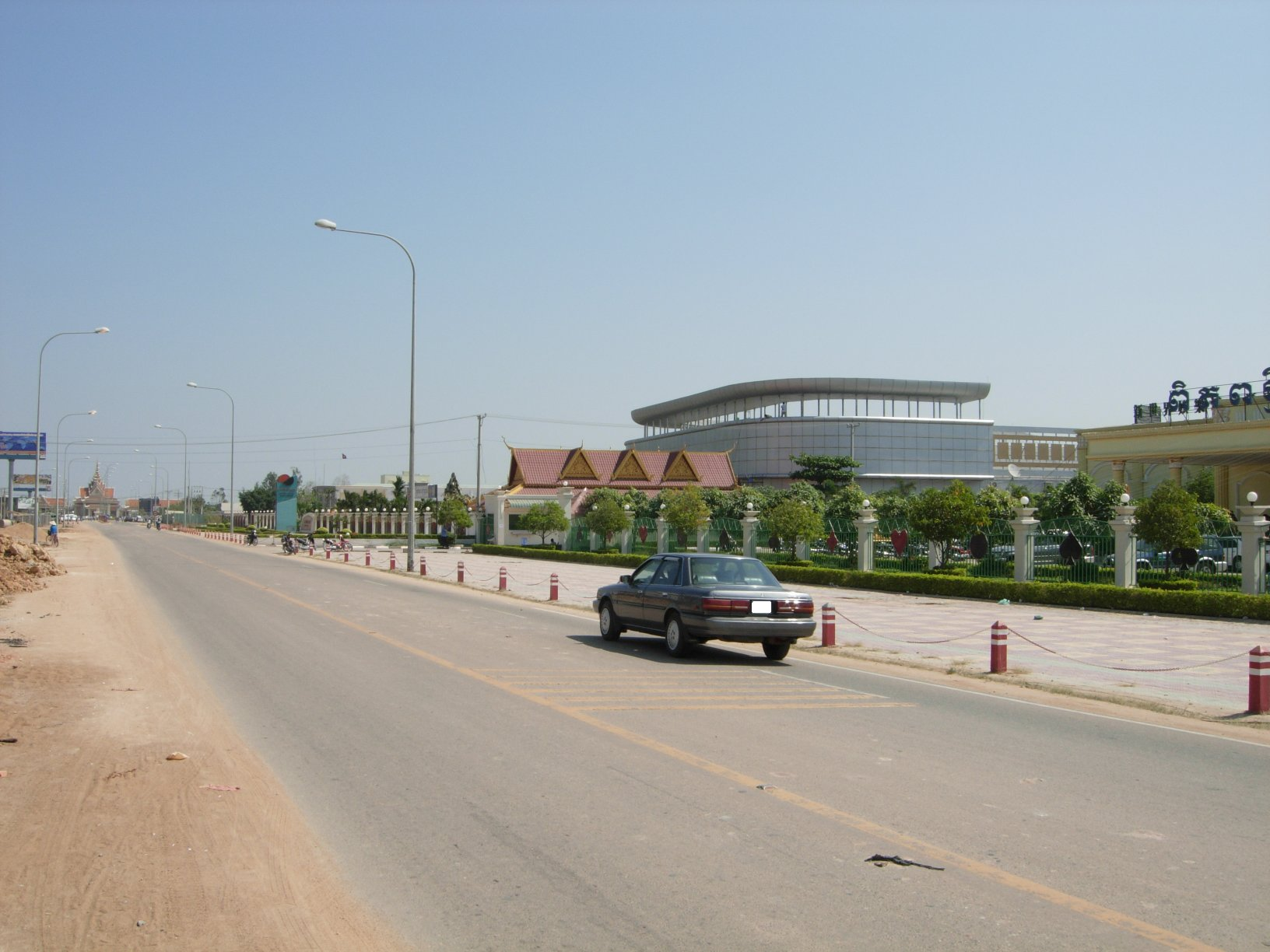
Камбоджійське казино у місті Бавет на в'їзному кордоні

Азартні ігри в Камбоджі офіційно є незаконними, як це вказано у відповідному «Законі про боротьбу з азартними іграми» 1996 року. Цей закон забороняв усі форми азартних ігор та передбачав покарання, починаючи від штрафів до коротких тюремних вироків, хоча Генеральний департамент в'язниць Камбоджі не зазначає азартні ігри як один з 28 злочинів, що караються позбавленням волі.
Станом на 2020 рік, у Камбоджі діяло майже 200 казино, що обслуговували переважно іноземців.

## Історія
Заборона грального бізнесу, яка також поширюється на всі форми онлайн-казино, стосується лише громадян Камбоджі. 2015 року в Камбоджі працювало 75 казино, які обслуговували іноземних туристів, від чого уряд за перші дев'ять місяців року отримав дохід у розмірі 29 млн $ та 2 млрд $ доходу для казино. Громадянам Камбоджі дозволяється грати в ігри, спонсоровані урядом, включаючи п'ять окремих національних лотерей. Камбоджійцям раніше було дозволено грати в ігрові автомати в національних казино, однак через скарги на насильство через борги після азартних ігор та проблеми з лудоманією, ігрові автомати були заборонені 2009 року.
Азартні ігри як популярне проведення часу є часткою культури Південносхідної Азії взагалі та Камбоджійської культури зокрема. Чоловіки, що не грають в азартні ігри, часто можуть втратити авторитет. Тому, незважаючи на заборони, незаконні азартні ігри є широко розповсюдженими в Камбоджі. Поліцейські, якими керує один з найбільш корумпованих урядів світу, часто закривають на це очі, бо казино вони нелегально отримують гроші від казино.
Протизаконна діяльність також поширена на інші сфери азартних ігор: півнячі бої, букмекери, ставки на спорт (в першу чергу на футбольні матчі та кікбоксинг) і лотереї. Більшість цих видів діяльності контролюється організованою злочинністю та має захист за участю правоохоронних органів.

## Легальність
Азартні ігри є незаконними у всіх країнах, що межують з Камбоджею. Комуністичні уряди у В'єтнамі та Лаосі забороняють азартні ігри, а сувора буддійська культура Таїланду та М'янми також забороняє ігри. З кінця 1990-х Камбоджа будує індустрію казино, щоб заробляти гроші в прикордонних містах та популярних курортних зонах на іноземних азартних гравцях.
У прикордонних містах, такі як Пойпет, Осмах і Бавет є «смуга казино» між контрольно-пропускними пунктами, так що іноземні громадяни можуть перетинати кордон, щоб грати на гроші, то повернутися додому без офіційного проходження через камбоджійський КПП, без необхідності віз. У популярних туристичних курортних зонах, таких як Кахконг і Сіануквіль, казино відкриті для всіх, хто має закордонний паспорт. Найбільше казино країни — Пга Пен Нага, яке має ексклюзивні ігрові права на азартні ігри в радіусі 200 км від столиці — Пномпеню.
2011 року бюджетом Камбоджі від азартних ігор було отримано 20 млн $ у вигляді лише податків. 2014 року 57 казино забезпечили дохід у 25 млн $, тоді як за перші дев'ять місяців 2015 року 75 казино з десятьма новими установами, що отримали ліцензію лише в третьому кварталі, принесли 29 млн $ доходу та 2 млрд $ доходу для власників казино, більшість з яких — іноземні інвестиційні компанії.
Станом на 2020 рік, у Камбоджі діяло майже 200 казино, що обслуговували переважно іноземців. 2020-го року суттєвого удару по індустрії розваг та азартним іграм зокрема завдала пандемія COVID-19. В березні було закрито всі наземні казино та парки розваг в країні. Влада почала частково відновлювати роботу гральних закладів з жовтня. При цьому, у казино мали діяти суворі заходи безпеки та соціальне дистанціювання.
2020 року уряд країни затвердив закон щодо регулювання азартних ігор, націлений на розвиток ігрового туризму, соціального захисту населення та безпеки казино. Закон передбачає зонування територій для азартних ігор і встановив мінімальний капітал для інвестицій в казино, запровадивши механізми запобігання відмиванню грошей і фінансування тероризму. Валовий дохід казино має обкладатися податком у 7 %. В листопаді закон про азартні ігри було прийнято. Камбоджу було розділено на три ігрові зони, в частині регіонів азартні ігри було дозволено в будь-якій формі, в інших регіонах ігри було дозволено лише частково. Податок на валовий дохід для казино було встановлено на рівні 7 % загалом і 4 % за VIP-гри. Регулятором даного ринку став GMC, комітет з комерційного гемблінгу.
Незважаючи на заборони та суттєві обмеження, ринок азартних ігор у Камбоджі росте, станом на жовтень 2020-го, їх у країні працювало 193. Тоді ж парламент Камбоджі прийняв Закон про азартні ігри для регулювання ситуації з казино і підвищення контролю над індустрією. Закон затвердив створення зон для грального бізнесу, і нові казино можуть діяти лише в цих зонах.